# Bertha Wilson
Pour les articles homonymes, voir Wilson.
Bertha Wrenham Wilson (18 septembre 1923 – 28 avril 2007) est une juriste canadienne qui fut la première juge puînée de la Cour suprême du Canada.

## Biographie

### Jeunesse
Née à Kirkcaldy, en Écosse, Bertha Wilson est la fille d'Archibald Wernham et de Christina Noble. Elle obtint une maîtrise en philosophie de l'Université d'Aberdeen en 1944. En 1949, elle émigra au Canada avec son mari, le révérend John Wilson, avec qui elle se maria en 1945. Ils s'installèrent à Renfrew, en Ontario, où son mari intégra l'Église unie. Trois ans plus tard, en 1952, son mari devint aumônier dans les marines pendant la guerre de Corée. À cette époque, elle travailla en tant que secrétaire auprès d'un dentiste à Ottawa. En 1954, son mari fut envoyé à Halifax, et ils y déménagèrent.

### Carrière
Bertha Wilson reçut un baccalauréat en droit de l'Université Dalhousie et fut appelée au barreau de la Nouvelle-Écosse en 1957. Elle déménagea à Toronto en 1959 et fut appelée au barreau d'Ontario. Puis elle se joignit à la firme Osler, Hoskin & Harcourt. Elle devint partenaire en 1968.
Elle fut la première femme nommée à la Cour d'appel de l'Ontario en 1975. En 1982, elle devint la première femme nommée à la Cour suprême du Canada par Pierre Trudeau. Wilson prit sa retraite de la Cour en 1991 et fut nommée compagnon de l'ordre du Canada et membre de la société royale du Canada la même année.